# Arracacia ravenii
Arracacia ravenii là một loài thực vật có hoa trong họ Hoa tán. Loài này được Constance & Affolter mô tả khoa học đầu tiên năm 1995.